# Skal Labissière
Skal Labissière, né le 18 mars 1996 à Port-au-Prince en Haïti, est un joueur haïtien de basket-ball évoluant aux postes d'ailier fort et de pivot.

## Biographie

### Carrière universitaire
Il fait ses études secondaires au Collège Canado Haitien.
Le 5 avril 2016, il annonce sa candidature à la draft 2016 de la NBA.

### Carrière professionnelle

#### Kings de Sacramento (2016-fév. 2019)
Il est drafté par les Suns de Phoenix à la 28e position puis directement inclus dans un échange l'envoyant aux Kings de Sacramento. Il est l'une des grandes attentes de la draft 2016 mais selon beaucoup de spécialistes, Skal aurait pu effectuer deux années supplémentaires en université afin d'obtenir une meilleure place.

#### Trail Blazers de Portland (fév. 2019-fév. 2020)
Le 7 février 2019, il est envoyé aux Trail Blazers de Portland en échange de Caleb Swanigan. A l'occasion du dernier match de la saison régulière contre les Kings de Sacramento il réalise sa meilleure performance en carrière avec 29 points, 15 rebonds, à 12/17 au tir, dont 2/2 à 3 points ; le tout en 41 minutes.

#### Hawks d'Atlanta (fév. 2020)
Le 6 février 2020, il prend la direction des Hawks d'Atlanta en échange d'une compensation financière.

## Palmarès
- Jordan Brand Classic All-American (2015)
- Nike Hoop Summit (2015)
- First-team Parade All-American (2015)

## Statistiques

### Universitaires
Les statistiques en matchs universitaires de Skal Labissière sont les suivantes :
| Saison    | Équipe   | Matchs | Titul. | Min./m | % Tir | % 3pts | % LF | Rbds/m. | Pass/m. | Int/m. | Ctr/m. | Pts/m. |
| --------- | -------- | ------ | ------ | ------ | ----- | ------ | ---- | ------- | ------- | ------ | ------ | ------ |
| 2015-2016 | Kentucky | 36     | 18     | 15,8   | 51,6  | 0,0    | 66,1 | 3,14    | 0,31    | 0,25   | 1,64   | 6,58   |
| Total     | Total    | 36     | 18     | 15,8   | 51,6  | 0,0    | 66,1 | 3,14    | 0,31    | 0,25   | 1,64   | 6,58   |

### Professionnelles

#### G League
| Saison    | Équipe | Matchs | Titul. | Min./m | % Tir | % 3pts | % LF | Rbds/m. | Pass/m. | Int/m. | Ctr/m. | Pts/m. |
| --------- | ------ | ------ | ------ | ------ | ----- | ------ | ---- | ------- | ------- | ------ | ------ | ------ |
| 2016-2017 | Reno   | 17     | 17     | 31,0   | 45,7  | 16,7   | 70,8 | 7,59    | 1,12    | 0,88   | 1,29   | 14,88  |
| 2017-2018 | Reno   | 2      | 2      | 35,0   | 71,0  | 66,7   | 58,8 | 15,50   | 2,00    | 0,50   | 5,00   | 28,00  |
| Total     | Total  | 19     | 19     | 31,4   | 48,8  | 21,2   | 68,3 | 8,42    | 1,21    | 0,84   | 1,68   | 16,26  |

#### Saison régulière NBA
| Saison    | Équipe     | Matchs | Titul. | Min./m | % Tir | % 3pts | % LF | Rbds/m. | Pass/m. | Int/m. | Ctr/m. | Pts/m. |
| --------- | ---------- | ------ | ------ | ------ | ----- | ------ | ---- | ------- | ------- | ------ | ------ | ------ |
| 2016-2017 | Sacramento | 33     | 12     | 18,5   | 53,7  | 37,5   | 70,3 | 4,91    | 0,82    | 0,48   | 0,39   | 8,76   |
| 2017-2018 | Sacramento | 60     | 29     | 20,7   | 44,8  | 35,3   | 80,5 | 4,80    | 1,20    | 0,42   | 0,82   | 8,72   |
| 2018-2019 | Sacramento | 13     | 0      | 8,7    | 43,3  | 36,4   | 54,5 | 1,85    | 0,46    | 0,15   | 0,23   | 2,77   |
| 2018-2019 | Portland   | 9      | 1      | 7,0    | 68,4  | 100,0  | 50,0 | 2,11    | 0,56    | 0,33   | 0,33   | 3,44   |
| 2019-2020 | Portland   | 33     | 1      | 17,2   | 55,1  | 23,1   | 75,8 | 5,12    | 1,27    | 0,21   | 0,94   | 5,76   |
| Total     | Total      | 148    | 43     | 17,5   | 49,2  | 35,3   | 74,8 | 4,47    | 1,03    | 0,36   | 0,67   | 7,22   |

Mise à jour le 12 mars 2020

#### Playoffs NBA
| Saison | Équipe     | Matchs | Titul. | Min./m | % Tir | % 3pts | % LF | Rbds/m. | Pass/m. | Int/m. | Ctr/m. | Pts/m. |
| ------ | ---------- | ------ | ------ | ------ | ----- | ------ | ---- | ------- | ------- | ------ | ------ | ------ |
| 2019   | Sacramento | 3      | 0      | 3,5    | 25,0  | 0,0    | 0,0  | 0,00    | 0,00    | 0,00   | 0,00   | 0,67   |
| Total  | Total      | 3      | 0      | 3,5    | 25,0  | 0,0    | 0,0  | 0,00    | 0,00    | 0,00   | 0,00   | 0,67   |

Mise à jour le 12 juin 2019

## Records sur une rencontre en NBA
Les records personnels de Skal Labissière en NBA sont les suivants, :
| Type de statistique        | Saison régulière | Saison régulière           | Saison régulière | Playoffs | Playoffs            | Playoffs   |
| Type de statistique        | Record           | Adversaire                 | Date             | Record   | Adversaire          | Date       |
| -------------------------- | ---------------- | -------------------------- | ---------------- | -------- | ------------------- | ---------- |
| Points                     | 32               | @ Suns de Phoenix          | 15 mars 2017     | 2        | @ Nuggets de Denver | 7 mai 2019 |
| Paniers marqués            | 12               | Kings de Sacramento        | 10 avril 2019    | 1        | @ Nuggets de Denver | 7 mai 2019 |
| Paniers tentés             | 17               | 2 fois                     | 2 fois           | 2        | @ Nuggets de Denver | 7 mai 2019 |
| Paniers à 3 points réussis | 3                | @ Warriors de Golden State | 16 mars 2018     | -        | -                   | -          |
| Paniers à 3 points tentés  | 5                | Celtics de Boston          | 25 mars 2018     | 1        | 2 fois              | 2 fois     |
| Lancers francs réussis     | 9                | 2 fois                     | 2 fois           | -        | -                   | -          |
| Lancers francs tentés      | 11               | @ Suns de Phoenix          | 15 mars 2017     | 1        | @ Nuggets de Denver | 7 mai 2019 |
| Rebonds offensifs          | 7                | Hornets de Charlotte       | 2 janvier 2018   | -        | -                   | -          |
| Rebonds défensifs          | 11               | Kings de Sacramento        | 10 avril 2019    | -        | -                   | -          |
| Rebonds totaux             | 15               | 2 fois                     | 2 fois           | -        | -                   | -          |
| Passes décisives           | 8                | @ Warriors de Golden State | 24 mars 2017     | -        | -                   | -          |
| Interceptions              | 3                | @ Grizzlies de Memphis     | 19 janvier 2018  | -        | -                   | -          |
| Contres                    | 5                | @ Bucks de Milwaukee       | 21 novembre 2019 | -        | -                   | -          |
| Balles perdues             | 5                | Rockets de Houston         | 18 octobre 2017  | -        | -                   | -          |
| Minutes jouées             | 41               | Kings de Sacramento        | 10 avril 2019    | 5        | @ Nuggets de Denver | 7 mai 2019 |

- Double-double : 7
- Triple-double : 0

Dernière mise à jour : 5 novembre 2020